# Jacek Bartosiak

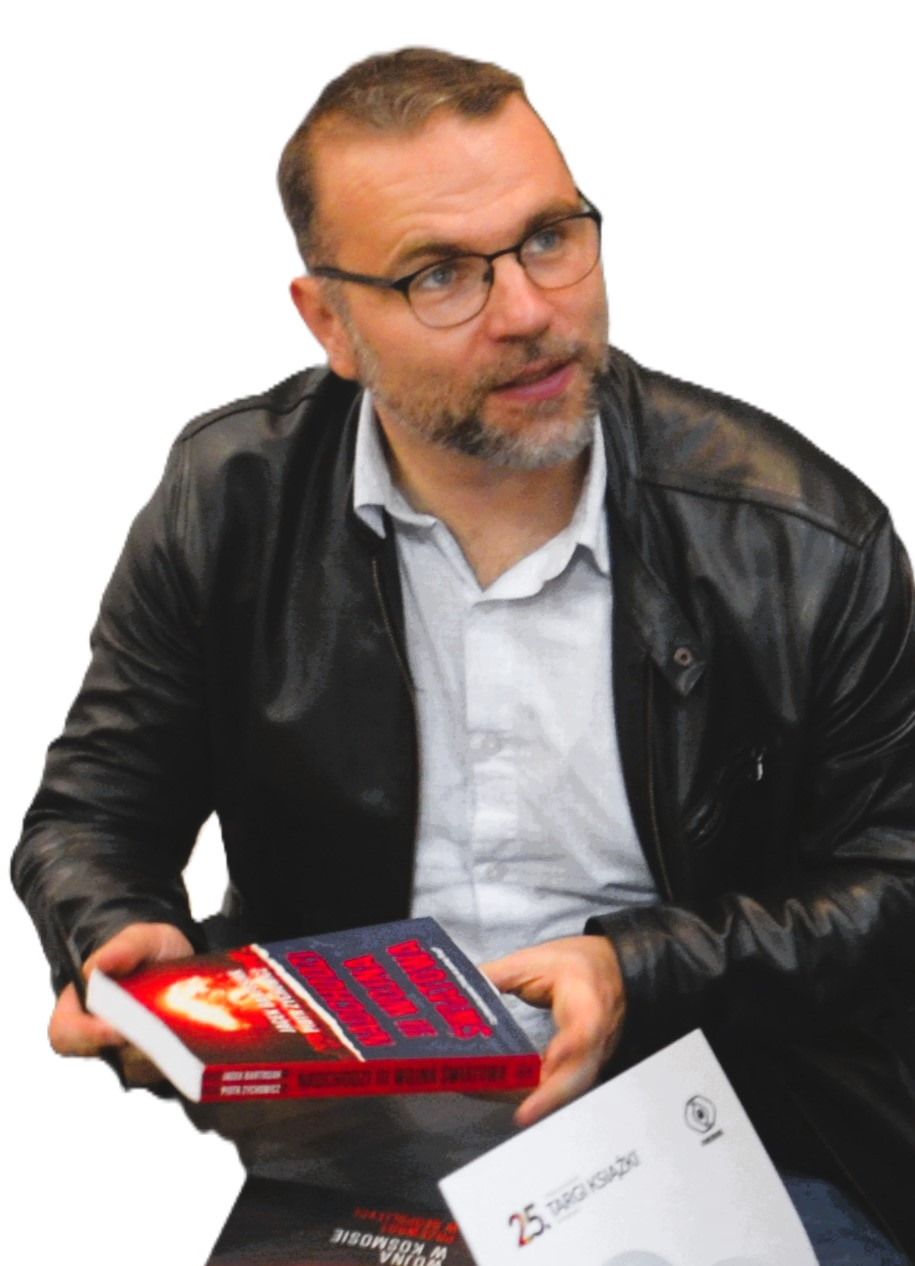
Jacek Bartosiak (2022)

Jacek Bartosz Bartosiak (* 10. Dezember 1976 in Warschau) ist ein polnischer Politikwissenschaftler, Journalist, Publizist und Jurist.

## Leben
Bartosiak studierte Jura an der Universität Warschau und promovierte 2016 in der Polnischen Akademie der Wissenschaften im Bereich Sozialwissenschaften. Seine Doktorarbeit betraf die geostrategische Situation der USA und Chinas im Westpazifikum und in Eurasien.
Seine Forschungen betreffen Themen der Geopolitik und der Strategie. Er bekleidete mehrere leitende bzw. beratende Stellen im Business- und Forschungsbereich. 2017–2018 wirkte er als Regierungsberater zum Zentralen Flughafen CPK. Bartosiak gründete den Thinktank „Strategy&Future“, der sich mit geopolitischen Fragen beschäftigt. Gegenwärtig leitet er ein Programm in der Kazimierz-Pułaski-Stiftung.

## Bücher
(Quelle: )
- 2016: Pacyfik i Eurazja. O wojnie, Asian Century, ISBN 978-83-945749-0-1.
- 2018: Rzeczpospolita między lądem a morzem. O wojnie i pokoju, Zona Zero, ISBN 978-83-950-1936-4.
- 2019: Przeszłość jest prologiem, Fronda, ISBN 978-83-66177-43-7.
- 2020: Koniec końca historii, Nowa Konfederacja, ISBN 978-83-959370-5-7.
- 2021: Wojna w Kosmosie (Co-Autor George Friedman), Zona Zero, ISBN 978-83-66814-17-2.
- 2021: Nadchodzi III wojna światowa. Czy Ameryka porzuci Polskę na pastwę Rosji? (Co-Autor Piotr Zychowicz), wydawnictwo Rebis, ISBN 978-83-8188-364-1.
- 2022: Armia nowego wzoru, Zona Zero, ISBN 978-83-66814-36-3.
- 2022: Atak na Ukrainę! Czy Putin rozpętał III wojnę światową? (Co-Autor Piotr Zychowicz), wydawnictwo Rebis, ISBN 978-83-818-8935-3.
- 2023: Najlepsze miejsce na świecie. Gdzie Wschód zderza się z Zachodem, wydawnictwo Literackie,  ISBN 978-83-08-08071-9
- 2023: Wojna o Ukrainę. Wojna o świat (Co-Autor Piotr Zychowicz), wydawnictwo Rebis, ISBN 978-83-83-38104-6.

## Privates
Bartosiak ist verheiratet und hat drei Töchter.